# Ludność Legionowa
Ludność Legionowa
- 1955 - 18 721
- 1960 - 19 835 (spis powszechny)
- 1961 - 20 400
- 1962 - 20 400
- 1963 - 20 400
- 1964 - 20 600
- 1965 - 20 420
- 1966 - 20 200
- 1967 - 20 600
- 1968 - 20 700
- 1969 - 20 900
- 1970 - 20 836 (spis powszechny)
- 1971 - 21 000
- 1972 - 20 900
- 1973 - 21 300
- 1974 - 21 633
- 1975 - 22 722
- 1976 - 24 200
- 1977 - 27 000
- 1978 - 34 100 (spis powszechny)
- 1979 - 37 200
- 1980 - 39 663
- 1981 - 43 149
- 1982 - 43 997
- 1983 - 44 408
- 1984 - 45 496
- 1985 - 45 899
- 1986 - 46 025
- 1987 - 47 615
- 1988 - 50 138 (spis powszechny)
- 1989 - 50 681
- 1990 - 50 804
- 1991 - 50 742
- 1992 - 50 617
- 1993 - 50 582
- 1994 - 50 668
- 1995 - 50 654
- 1996 - 50 784
- 1997 - 50 813
- 1998 - 50 992
- 1999 - 51 301
- 2000 - 51 650
- 2001 - 51 738
- 2002 - 50 464 (spis powszechny)
- 2003 - 50 484
- 2004 - 50 600
- 2005 - 50 570
- 2006 - 51 033
- 2007 - 51 058
- 2008 - 51 446
- 2009 - 51 646
- 2010 - 51 132
- 2011 - 52 400
- 2012 - 54 028

## Powierzchnia Legionowa
- 1995 - 13,60 km²
- 2006 - 13,54 km²